# Asnath

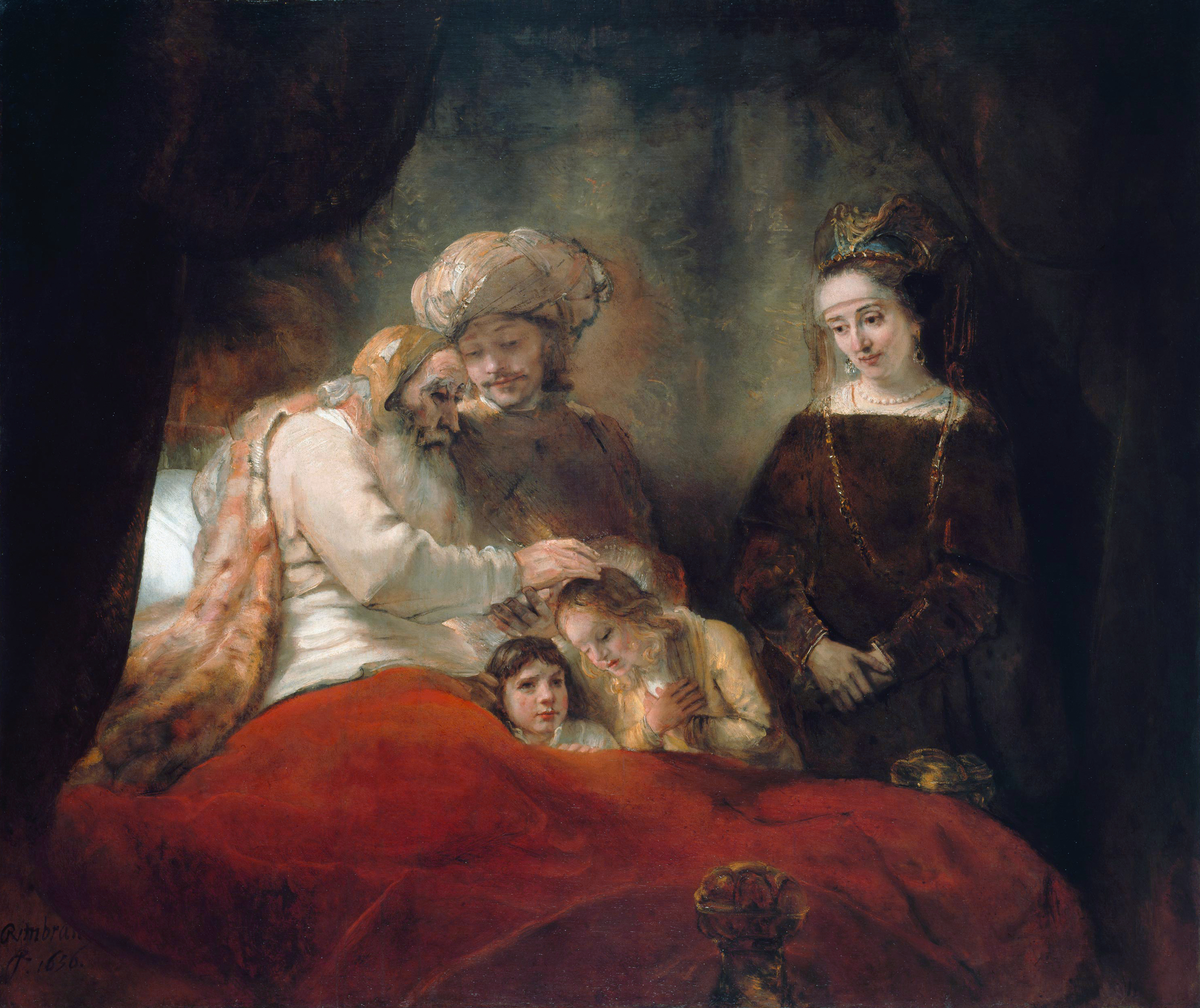
Rembrandt, Jacob bénissant les enfants de Joseph, 1656.

Asnath, ou Asnat - en hébreu אָסְנַת (’āsĕnat), est une femme mentionnée dans le livre de la Genèse en tant que fille de Potiphera, prêtre de On (Héliopolis), et femme de Joseph fils de Jacob. Son nom d'origine égyptienne antique signifie vraisemblablement elle appartient à Neith. Aucun personnage concordant n'apparait dans le Coran.
Dans les récits du livre de la Genèse, le nom du père d'Asnath est Potiphera qui signifie "celui que Râ a choisi". Potiphera est de la même étymologie que le nom de l'officier de Pharaon, Potiphar ("celui qui a choisi") qui achète Joseph, fils de Jacob, comme serviteur puis comme intendant de sa maison.Elle est la mère d'Éphraïm et Manassé (Gn 41).

## Récit biblique

### Introduction
A 17 ans, Joseph fils de Jacob, est jeté dans un puits à Dotân par ses frères qui sont jaloux de lui parce qu'il est le préféré de leur père Israël. Des marchands madianites le récupère dans le puits et le revendent à des Ismaélites venus de Galaab, qui partent en direction de l'Egypte. Sur place il est acheté par Potiphar, officier eunuque de Pharaon, qui le traite avec égard.

### Pharaon donne Asnath à Joseph
Lorsque  Joseph a 30 ans, Pharaon le nomme vice-roi d'Égypte et lui donne Asnath, fille de Potiphéra prêtre d'On, pour femme.

### Descendance
Après sept ans d'abondance, Asnath et Joseph ont deux enfants : Manassé l'ainé car dit-il : « Dieu m'a fait oublier toute ma peine et toute
la famille de mon père » ; et Éphraïm le cadet, car dit-il : « Dieu m'a rendu fécond au pays de mon malheur », juste avant que ne viennent sept années de famine. Les descendants de Manassé et d'Ephraïm donneront deux des douze tribus d'Israël.

## Dans la tradition judaïque
Son nom est écrit Asnath dans le texte hébreu massorétique de la Bible et Asneth dans le texte grec de la Septante. Pendant la période du Second Temple, le mariage du patriarche Joseph avec une étrangère fille d'un prêtre païen a dû poser des problèmes théologiques. Pour expliquer cette situation, le récit grec Joseph et Aseneth (en) composé vers le Ier siècle av. J.-C./Ier siècle la présente comme une convertie. Elle rejette l’idolâtrie des Égyptiens et s'attache au Dieu d'Israël avant son mariage avec Joseph.
Les Textes bibliques ne renseignent pas sur la mère d'Asnath, mais d'après un midrach de la tradition juive (Pirke de Rabbi Eliezer), Asnath serait la fille de Dinah, fille de Jacob, qui a été violée par Shechem, fils du chef de la ville de Sichem. Une autre source de la tradition judaïque, le Targum Pseudo-Jonathan on Genesis, reprend cette même thèse.

## rticle connexe
- Liste des femmes dans la Bible
- Joseph
- Ephraïm
- Manassé
- Potiphar